# Hysterura bergmani
Hysterura bergmani là một loài bướm đêm trong họ Geometridae.